# Exposicions del Museu Valencià d'Etnologia
El Museu Valencià d'Etnologia va crear-se en 1982 i va obrir al públic la seua primera mostra permanent en 1983.

## Exposicions permanents
Pel que fa a les sales permanents, al museu hi ha hagut diversos projectes d'exposicions permanents, la primera data de l'obertura del museu en 1983, i tenia per objectiu dignificar les col·leccions recopilades fins a eixe moment i mostrar les potencialitats de l'estudi de l'etnologia valenciana, sense entrar a fer un recorregut exhaustiu per la societat tradicional valenciana. Esta exposició es dividia en quatre seccions dedicades a l'agricultura, la ramaderia i el sector primari, als oficis pre-industrials i una última sobre mobiliari, cuina i indumentària. El propi fullet presentava la instal·lació com a provisional, i presentava una gran col·lecció d'objectes tradicionals recuperats, ja que ens anys anteriors s'havia realitzat una gran tasca recopiladora, i hi havia la necessitat de mostrar estos objectes i la riquesa de la cultura tradicional valenciana. L'exposició va tancar les portes el 1984.
En 1986 l'exposició permanent primigènia fou substituïda per un monogràfic sobre el cicle del cereal anomenat Del gra al pa, concebuda com a temporal però que estigué oberta al públic fins a 1993. Tot i ser teòricament temporal, va estar oberta al públic entre desembre de 1986 a juny de 1993, sent l'exposició més longeva del museu. L'objectiu de l'exposició era explicar com el gra havia estat la base material sobre la qual se sustentava la societat tradicional valenciana, utilitzant un plantejament expositiu avançat per a l'època. En març i juliol de 1996 es realitzen dos exposicions temporals amb el mateix plantejament però dedicades al cicle domèstic. Les idees museogràfiques i museològiques d'estes exposicions han servit de base per a les exposicions del museu en els anys següents.

Amb la rehabilitació del Centre de la Beneficència en 1995, es produeix la segona sala permanent del Museu Valencià d'Etnologia, amb una exposició que ja va ser concebuda com a tal. S'hi mostraven tres àmbits de la vida: el domèstic, l'obtenció de primeres matèries i les tècniques de fabricació. A més, hi havia una sala anterior on es presentava el territori del País Valencià des del vessant geogràfic, demogràfica, econòmica i cultural.

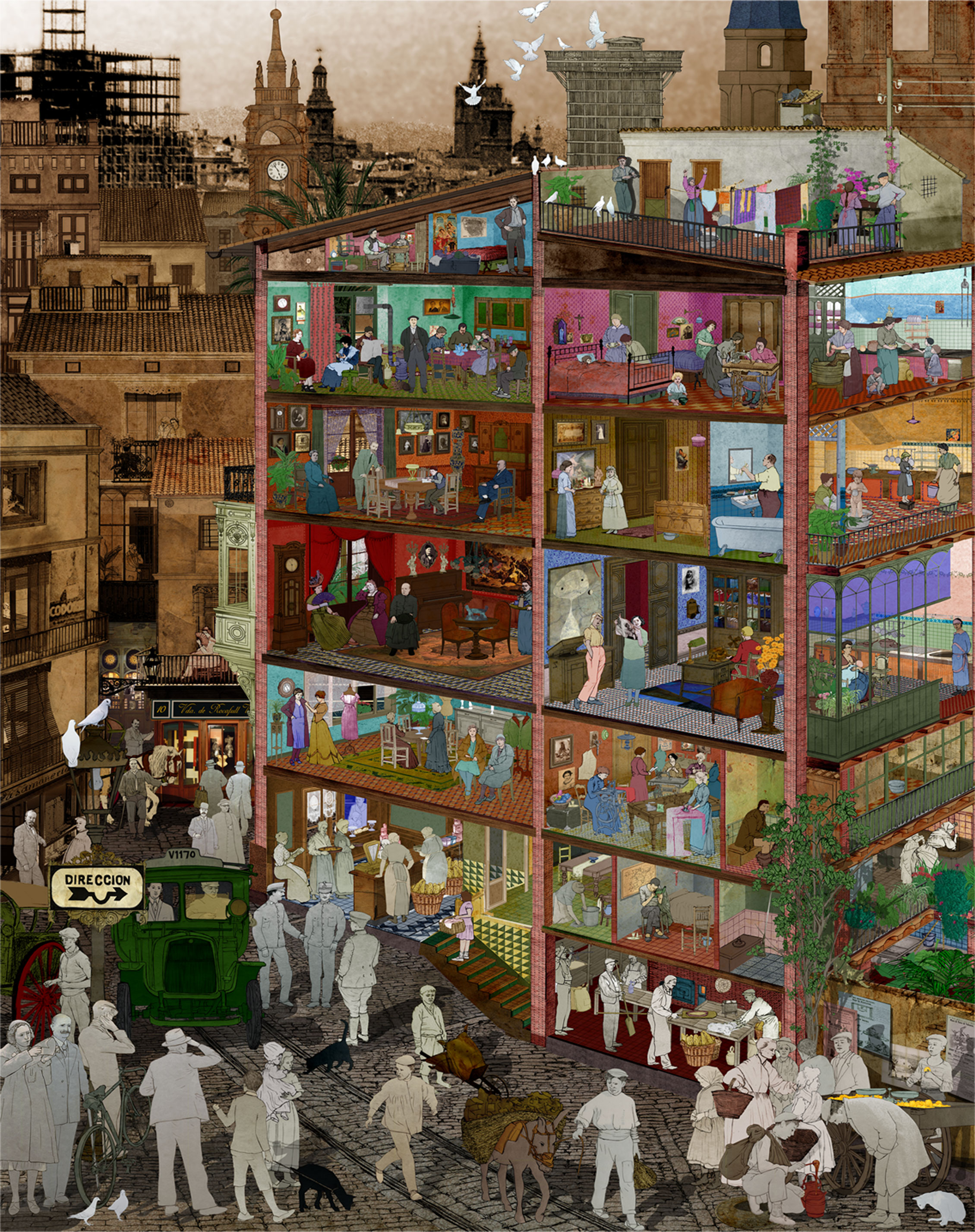
Imatge realitzada pel Museu Valencià d'Etnologia per a l'exposició permanent "La Ciutat Viscuda" on es representa l'interior d'una finca (bloc d'edificis) d'una ciutat de principis del segle XX on s'il·lustren els diferents tipus d'usos. L'Skyline mostra edificis emblemàtics de la Ciutat de València.

En desembre de 1997 es desmunta la segona exposició. La decisió es justificà per la necessitat d'obtenir major projecció pública a partir de les exposicions temporals, així com una necessitat de reordenar els espais de presentació del museu. Amb este canvi, comença un període amb un gran nombre d'exposicions temporals, impulsant-se 64 entre 1997 i 2002. El treball del museu se centrà, quasi exclusivament, en el camp de la difusió, mitjançant la creació de subseus temàtiques (per exemple, el Museu Valencià de la Festa d'Algemesí, dedicat a la Processó de la Mare de Déu de la Salut d'Algemesí), i altres mecanismes com l'acció exterior mitjançant exposicions itinerants destinades a ajuntaments, i la creació d'un gran nombre d'exposicions temporals de caràcter variat. Este període va tindre una activitat elevada, que va permetre experimentar en el camp de la comunicació de discursos, però va fer que el museu romanguera sense cap exposició permanent, plantejant-se en l'any 2000 la creació de sales permanents sobre la societat tradicional.
Mentre, en desembre de 1999 es fusionen el Museu Valencià d'Etnologia i el Museu de Prehistòria de València, creant-se el Museu de Prehistòria i de les Cultures de València. Esta situació es va mantenir fins a maig de 2005. Açò faria que durant este període les exposicions permanents de l'àmbit de l'etnologia es plantejaren dins d'un recorregut històric que mostrara totes les cultures que havien habitat en el territori actual del País Valencià. El projecte d'exposició permanent s'estructura doncs sobre la base de relacionar cultura i territori.
A partir de 2003 es comença a treballar en un nou projecte d'exposició permanent que mostre el País Valencià des de tres òptiques diferents: les ciutats, les hortes i marjals i la muntanya i el secà. En 2003 es produeix la primera part del projecte, dedicada a les ciutats, desenvolupant progressivament els tres àmbits de l'exposició permanent, que culminaria en 2011.
En octubre de 2004 s'inaugura la primera de les exposicions permanents del museu, La ciutat Viscuda, ciutats valencianes en trànsit 1800-1940. Presenta una museografia clàssica, de caràcter evocador i fins i tot nostàlgic a partir d'objectes, fotografies i entrevistes de memòria oral. Hi ha diferents parts dins de l'exposició: els espais, habitar i treballar. Ocupa uns 400 metres quadrats.
La segona de les exposicions permanents s'anomena Horta i Marjal. Es va plantejar amb una museografia renovadora, de caràcter conceptual. A partir de dues o tres idees força, a la primera sala es presenta una museística amb pocs objectes, recaiguent la força discursiva en fotografies i la pròpia escenografia, dues o tres idees força. de caràcter innovador, per exemple utilitzant basquets de taronges combinats amb imatges sobre l'exportació de la taronja. Per contra, la segona part de l'exposició s'ubica a l'anomenada sala dels objectes, on es presenten vitrines amb objectes agrupats per processos de treball, i col·leccions relacionades amb la festa, la religió, la pesca en la marjal i el treball domèstic. Destaquen els objectes relacionats amb el treball agricultura, per l'especial importància de l'horta a l'àmbit valencià. Esta sala serveix d'exemple de la riquesa de les col·leccions d'objectes custodiades pel museu.

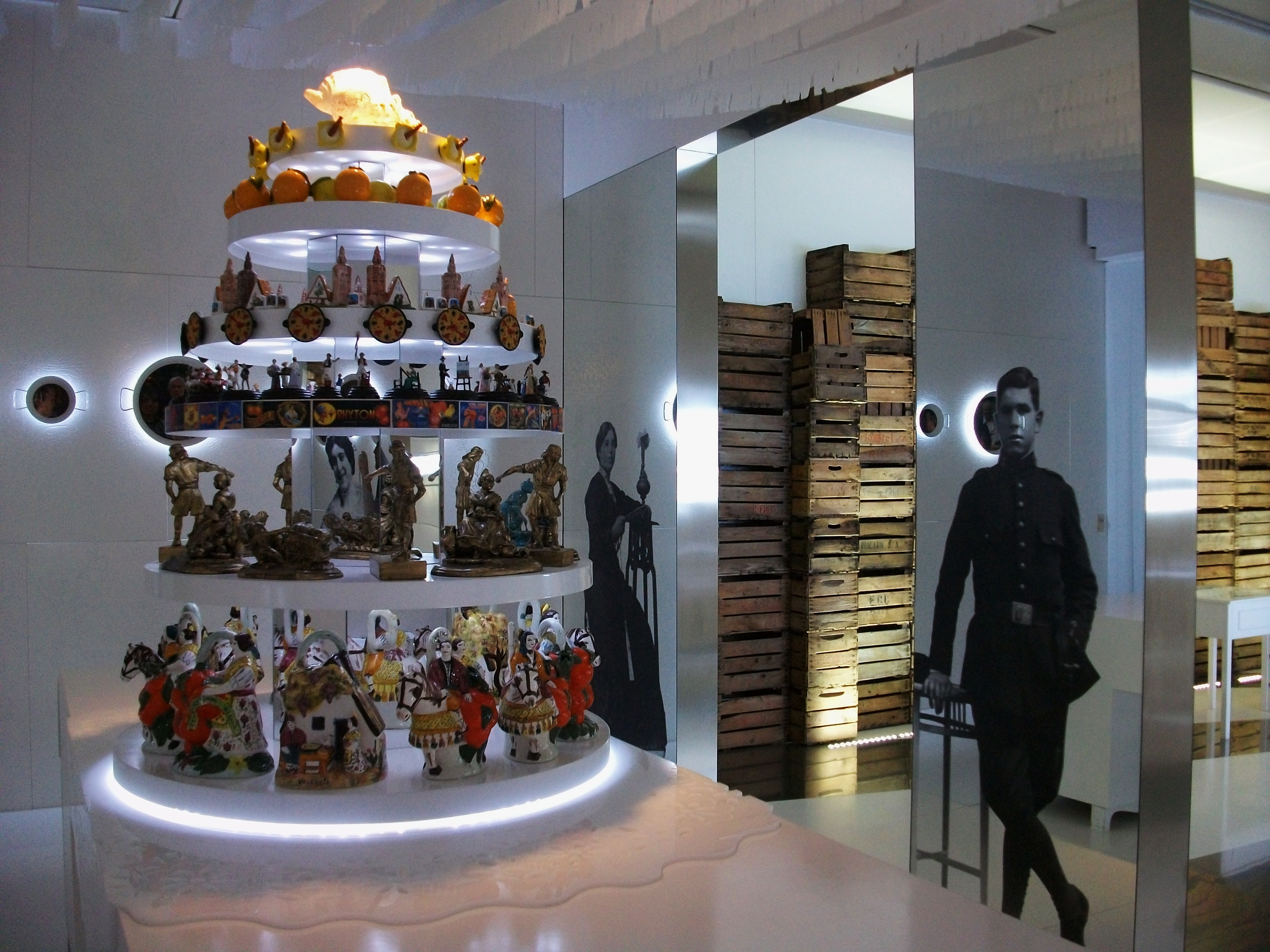
Objectes decoratius amb motius folklòrics valencians i basquets de fruita, exemple de la museografia de la sala Horta i Marjal.

A Secà i Muntanya se segueix l'estructura de l'anterior exposició, amb una sala conceptual de marcat caràcter esceanogràfic en el disseny, i una segona on els objectes tenen tot el protagonisme. A la sala conceptual es mostren les invisibilitats de les realitats culturals i geogràfiques del medi rural valencià. Destaca l'escenografia amb una reproducció a escala 1:25.000 del territori de secà valencià cobrint tota la sala. Durant l'exposició s'utilitzen peces de rellevància museogràfica com un carro carregat de televisors, o objectes tradicionals penjats del sostre, forçant a una perspectiva d'observació diferent a l'habitual.
Després de 15 anys, al juny de 2018 es va començar a desmantellar l'exposició permanent per a la seua renovació total, en el cas de la sala dedicada a la ciutat, i per a una reforma menor a les sales dedicades a l'horta i la marjal, i el sec i la muntanya.
El Museu Valencià d'Etnologia aprofita el canvi para renixer amb una nova marca, L'Etno, i un nou logotip, obra de Pep Gimeno, dissenyador també de l'anterior logotip.
Les obres de renovació, que van suposar el tancament de l'exposició permanent i una inversió d'aproximadament 250.000 euros, havien d'haver acabat per al mes de febrer de l'any 2020, però els retards en la tramitació administrativa del projecte van produir un retard en la inauguració, prevista, aquest cop, per al mes de març; finalment, els esdeveniments resultants de la pandèmia per COVID-19, van retardar la seva obertura al mes de juliol, reobrint les seues portes al públic e 14 d'aquest mateix mes.
La nova exposició, que ha passat a dir-se 'No és fàcil ser valenciana / No és fàcil ser valencià', i comissariada per Joan Seguí, Assumpció Garcia i Josep Aguilar, amb la col·laboració de tot l'equip del museu; compta amb més de 1500 m² sobre la cultura tradicional i popular valenciana més recent, del passat segle, i la més estesa, podent-se descobrir-hi objectes (en total la mostra incorpora més de 1000, dels quals 730 han estat restaurats per la Unitat de Fons i Restauració del museu en els últims dos anys) de la història i de la vida quotidiana de tots els valencians que van, des d'un Seat 600 a un orinal per a nens de Michey Mouse dels anys 30, entre molts altres, alguns els quals són donacions de empreses.
Com passava amb l'exposició permanent anterior, amb la nova exposició es fa un recorregut per tres àmbits:
• la ciutat, on es plantegen qüestions relacionades amb la tensió entre la globalitat i la localitat;
• l'Horta i la Marjal, on es tracten alguns dels imaginaris que se solen projectar a la cultura valenciana;
• i el Secà i la Muntanya, on apareixen les invisibilitats, allò que no es veu o es coneix poc de les zones d'interior del territori valencià, i que serveixen de fil conductor a la visita.

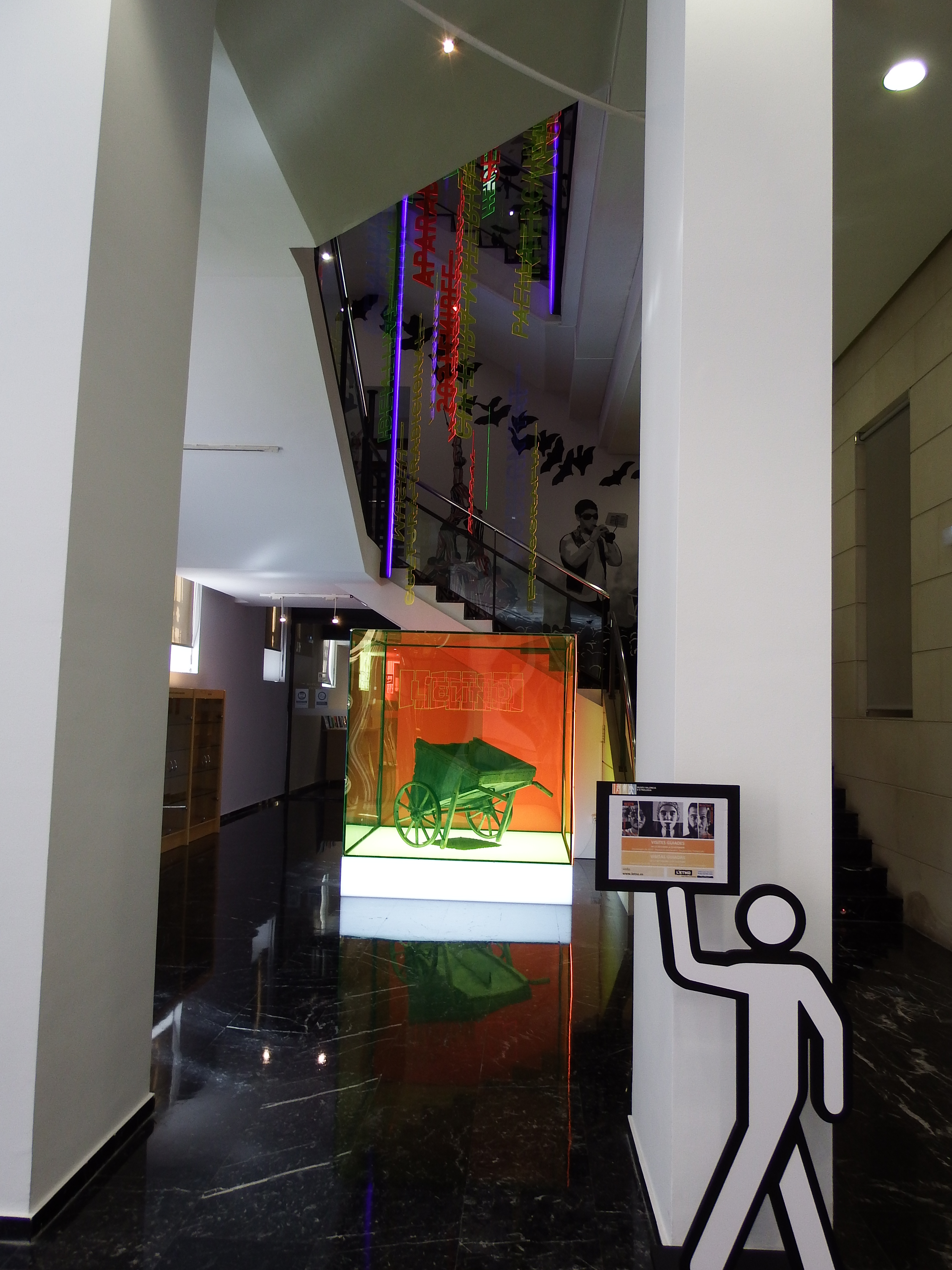
Escales del museu
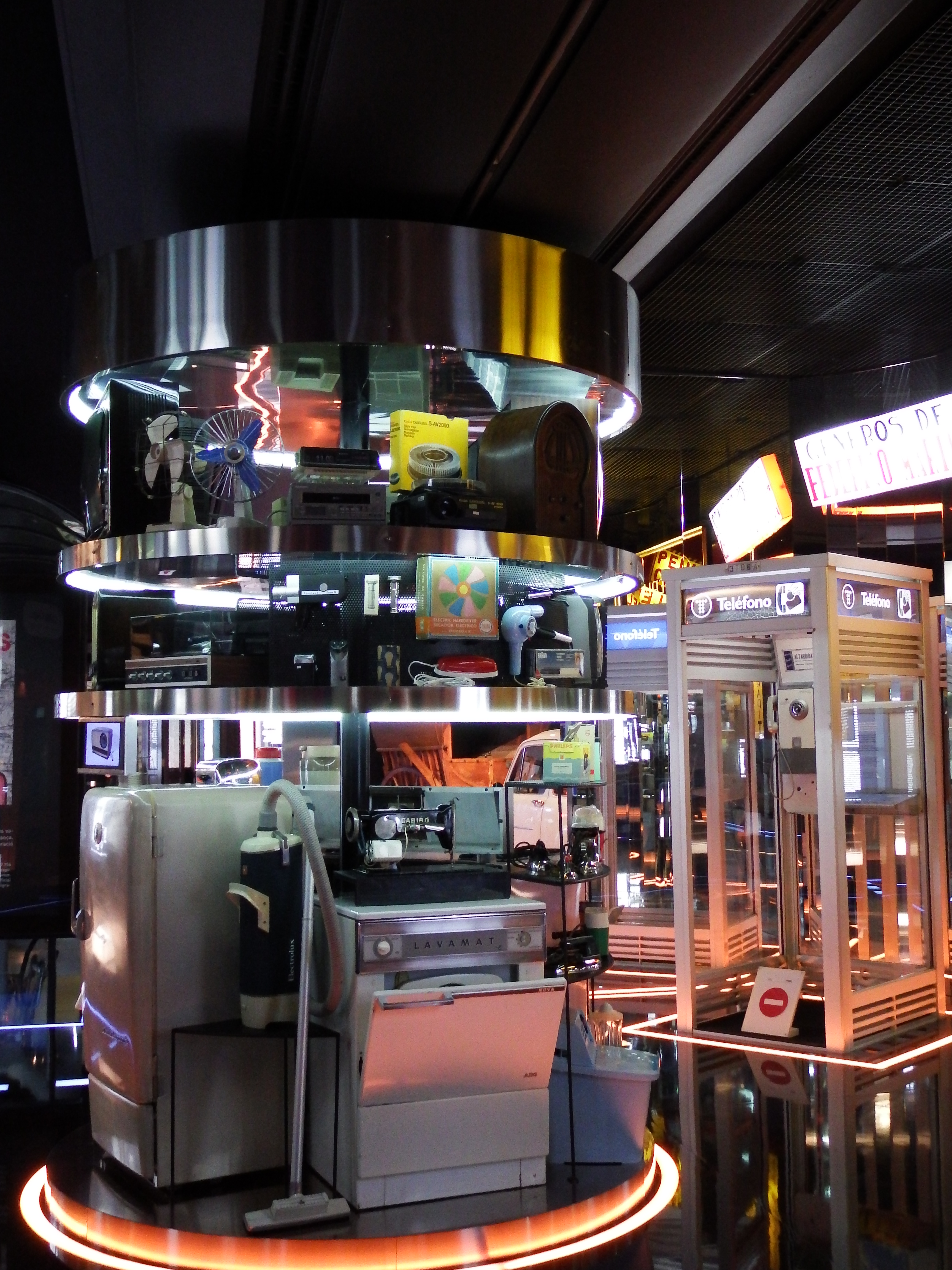
Sala la Ciutat local i global
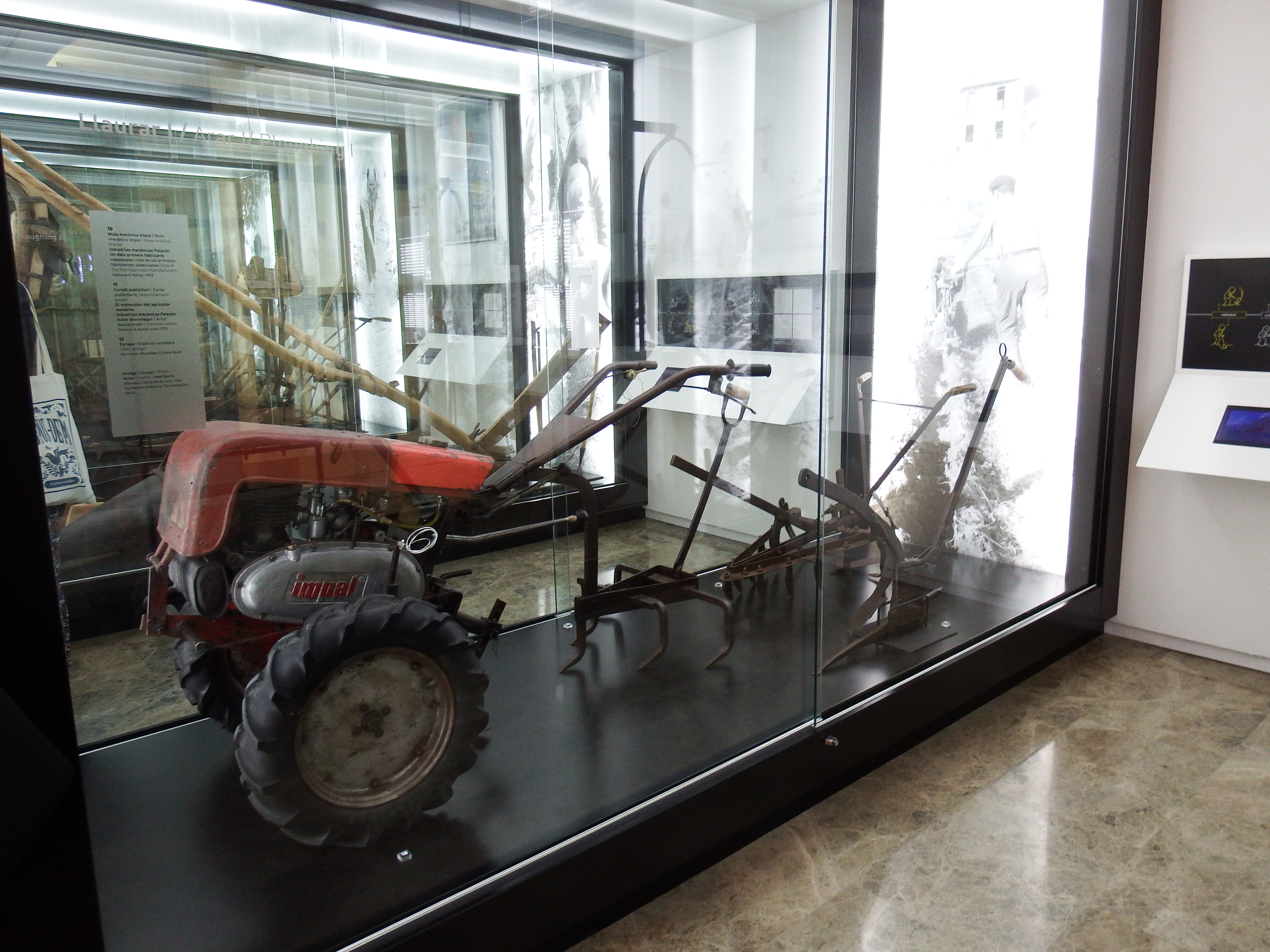
Sala d'Horta i Marjal
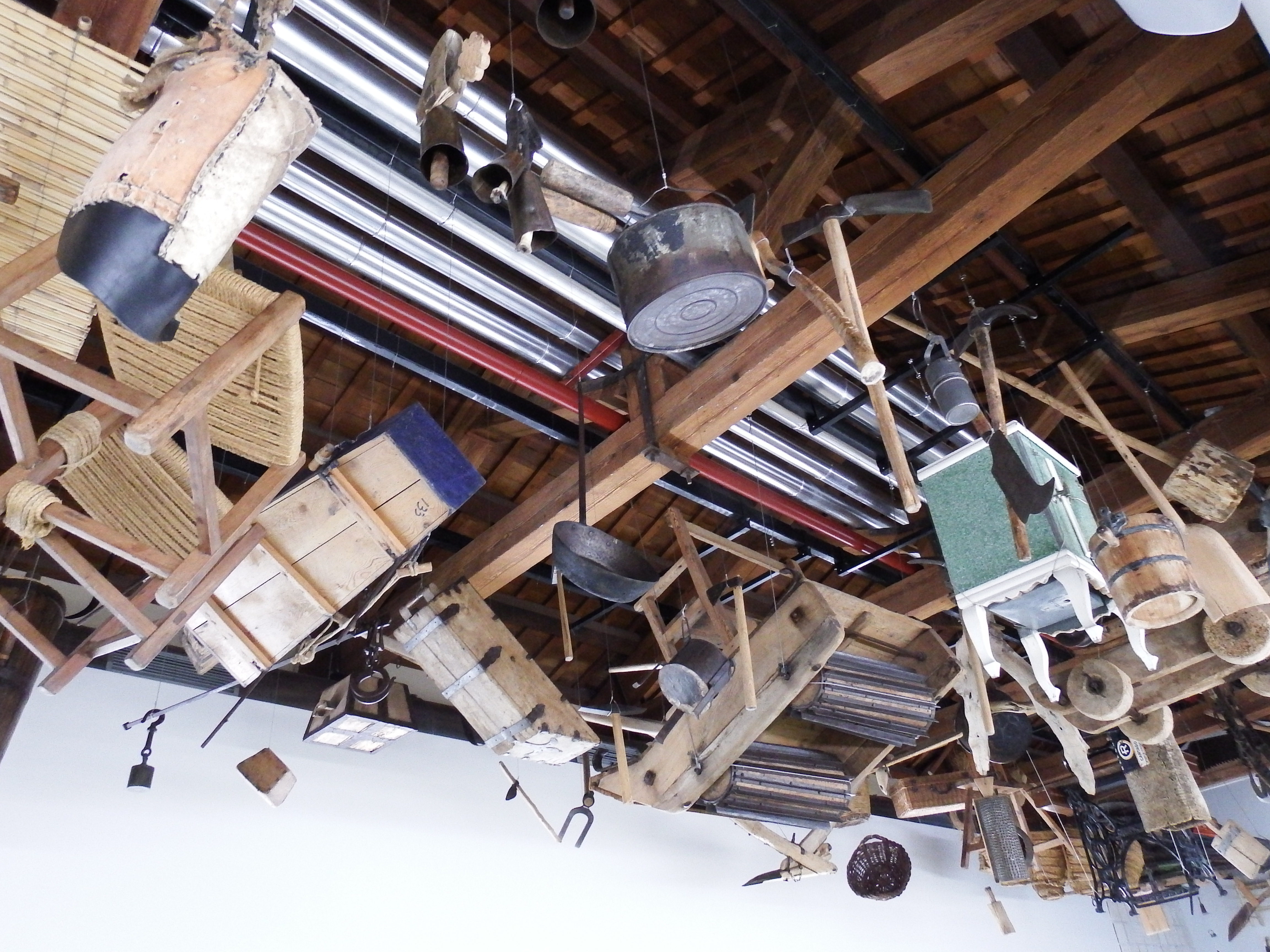
Sala de Secà i Muntanya

Amb aquesta renovació s'han tractat d'assolir dos objectius:
1. fer una nova museografia per a la sala de Ciutat, que amb 15 anys d'existència havia complert ja el seu paper;
2. actualitzar el discurs de la totalitat de les sales permanents donant-li un caire més contemporani.
Aquests objectius han fet que el nou disseny de Ciutat s'hagi pensat en consonància a què ja es plantejava museogràficament a les sales d'Horta i Marjal I Secà i Muntanya. D'aquesta manera es manté l'esquelet discursiu construït pels àmbits geoculturals (Ciutat, Horta i Marjal i Secà i Muntanya), però es canvia totalment l'estructura discursiva.
A més, aquesta modificació de la permanent ha permès eliminar algunes barreres arquitectòniques de les antigues sales, concebent les sales com a espais que permeten la realització d'activitats, ja siguen presentacions de llibres, conferències o activitats formatives.

## Exposicions temporals
Paral·lelament a les exposicions permanents, s'han presentat exposicions temporals dedicades al món de la pilota valenciana, les bandes de música o les migracions. Estes exposicions temporals complementen a les permanents.
Anteriorment, però, ja n'hi havien hagut exposicions temporals. Des de la inauguració del museu fins a 1996 es realitzaran una sèrie d'exposicions monogràfiques dedicades a diferents àmbits del territori, entre elles una dedicada al cicle del cereal, i que tot i ser concebuda com a temporal, estigué en exposició des de 1986 fins a 1993. A partir de 1996, el Museu centra la seua política en la realització d'exposicions temporals, algunes pròpies i altres prestades d'altres museus o de col·leccions privades. Entre 1997 i 2002 es realitzarien un total de 64 exposicions diferents. De l'any 2004 al 2007 es feren unes 14 exposicions temporals, i entre 2008 i l'any 2019, al voltant de 47 exposicions de diferents temàtiques.

## Exposicions itinerants
A banda de les exposicions exhibides al museu, també es realitzen exposicions itinerants que estan disponibles per a altres centres o associacions. Estes exposicions són, en alguns casos, versions adaptades de les temporals del museu, dedicades a temes com el món de la pilota valenciana, o com "Pasen y vean" o "Pobles abandonats, pobles en la memòria". La finalitat de les mateixes és portar continguts relacionats amb el mateix museu a entitats locals i centres docents.
Aquestes exposicions reuneixen certes característiques, d'una banda són versions reduïdes, en comparació amb exposicions permanents o temporals; de l'altra, tenen capacitat de viatjar, és a dir, estan dissenyades per poder ser traslladades d'un lloc a un altre sense gaire complicació, ni requeriments expositius, llevat d'un espai mínim i unes condicions de seguretat que s'exigeixen abans de realitzar la cessió de les mateixes.
Estan pensades per a quatre tipus de circuits: provincial, autonòmic, nacional i internacional.
A més la Unitat d'Exposicions Itinerants, el Museu compta també amb una proposta educativa a través de les Maletes Didàctiques, especialment dissenyades per ser utilitzades als centres educatius.